# Vaiaku Langi Hotel

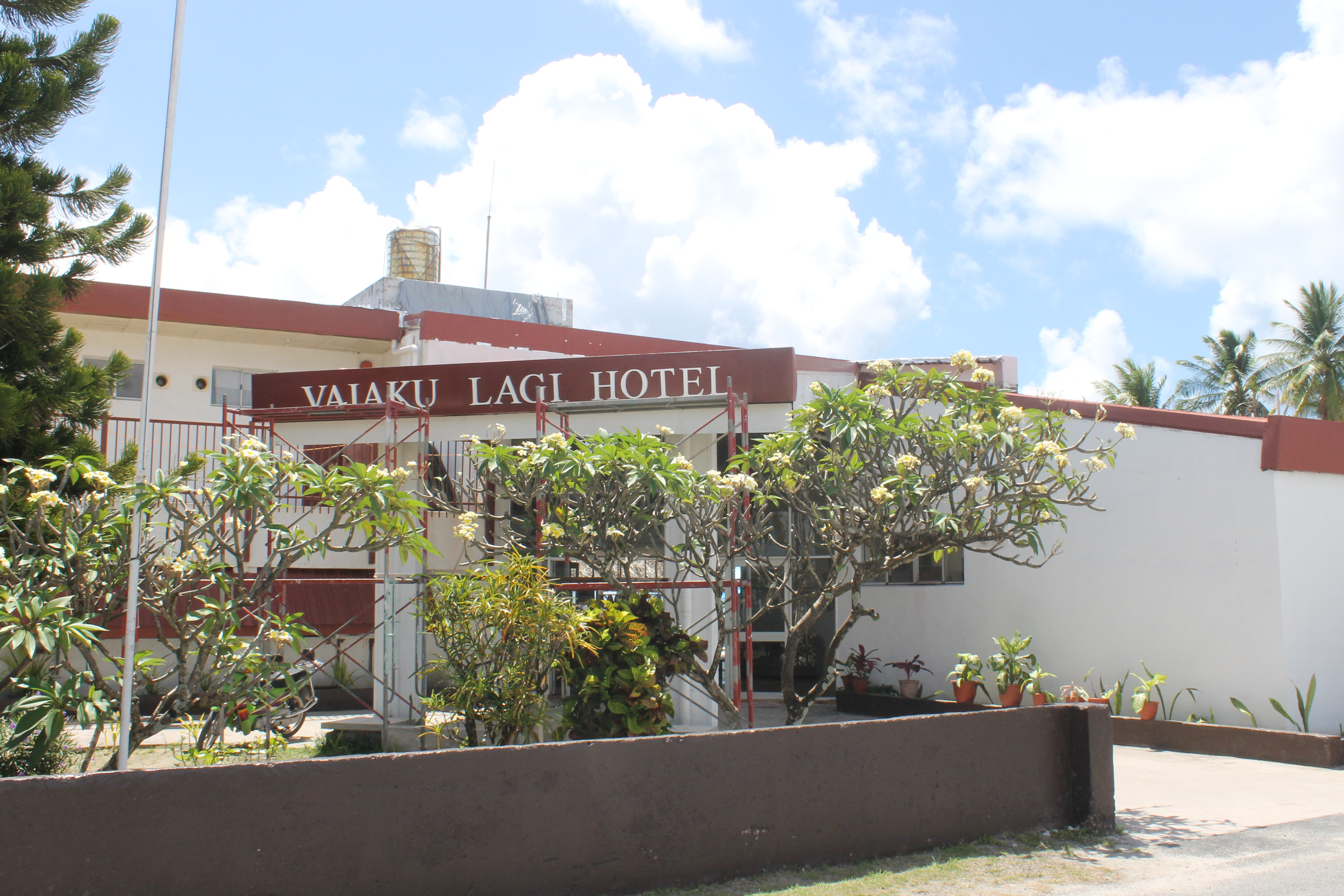
Vaiaku Lagi Hotel

Le Vaiaku Langi Hotel est une infrastructure hôtelière située à Funafuti, aux Tuvalu, dans le village de Vaiaku. L'hôtel fut construit en 1993 avec l'aide financière du gouvernement de Taïwan.

## Localisation
L'hôtel se trouve aux Tuvalu, un État-archipel de Polynésie, sur l'atoll-capitale de Funafuti, dans le village de Vaiaku. Le Vaiaku Langi Hotel fait face au lagon de l'atoll. C'est également le seul hôtel du pays. Il est proche de l'aéroport international de Funafuti.

## L'hôtel
Il y a 16 chambres dans la nouvelle section en plus des chambres supplémentaires dans l'ancien complexe. Le Vaiaku Langi Hotel possède un bar, un barbecue et une piste de danse. L'hôtel appartient au gouvernement tuvaluan. Il a été rénové dans les années 2010 pour répondre aux besoins touristiques en pleine expansion aux Tuvalu.
Le Wednesday Night Buffet Dinner est un événement particulier organisé par l'hôtel. Il est suivi par une danse tuvaluane.